# シルセベリ

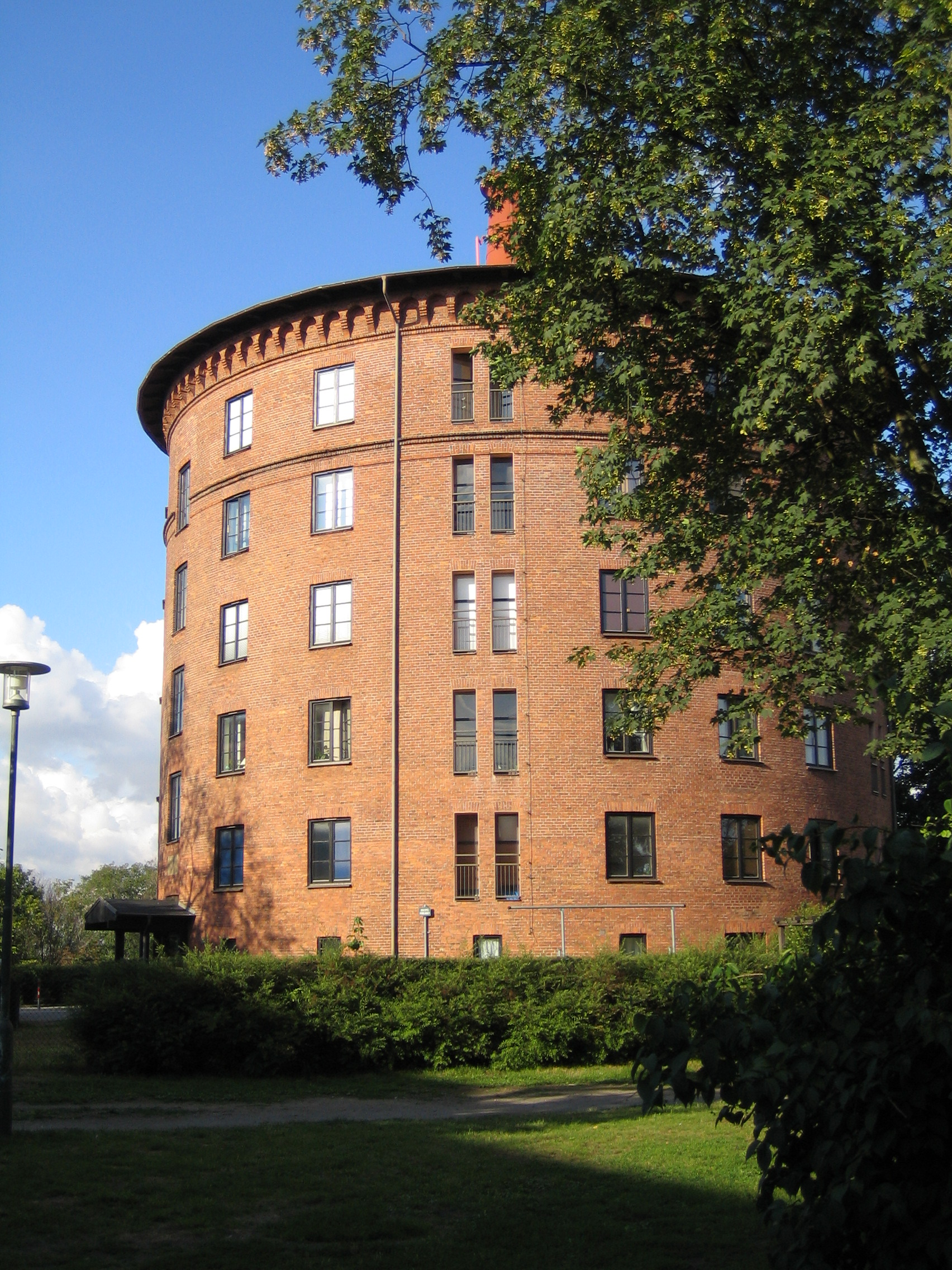
シルセベリの往年の給水塔

シルセベリ (Kirseberg) は、スウェーデンスコーネ県マルメの区の一つ。市街地（スウェーデン語：stadsdel）。
「シルセベリ」は、「桜山」という意味。
面積は6.40平方キロメートル。
2013年7月1日、同じマルメのセントラムCentrumと統合され、市街地Norrが形成される。 2012年、シルセベリの人口は自治体の307,758人のうち14,959人。